# René Rosalia
René Vicente Rosalia (5 april 1948) is een Curaçaos politicus.
Voordat hij de politiek in ging, was Rosalia oprichter en directeur van cultuurstichting Kas di Kultura, alsook oprichter en manager van Grupo Trinchera (1972), een politiek-culturele organisatie. Op 30 mei 1996 promoveerde hij aan de Universiteit van Amsterdam op een onderzoek naar de wettelijke en kerkelijke repressie van Tambú. De promotieplechtigheid vond gedeeltelijk plaats in het Papiaments.
In het kabinet-Schotte was hij voor de partij Pueblo Soberano minister van Onderwijs, Wetenschap, Cultuur en Sport. Rosalia was een van de ministers die niet door de screening heen kwam die in 2010 door de Gouverneur van Curaçao uitgevoerd werd. In een uitgelekt memo is te lezen dat Rosalia verdacht werd van het sjoemelen met fondsen van zijn stichting. Daarnaast werd Rosalia verweten dat hij een fervent voorstander van het communisme zou zijn, een afkeer van blanken had en daarnaast enkele affaires met vrouwelijke medewerkers had en vrouwelijke kandidaten bij sollicitaties bij zijn stichting voortrok. Desondanks kon hij, net als de andere ministers die niet door de screening kwamen, aanblijven.
In maart 2011 trad hij echter alsnog af nadat hij met zijn eigen partij in conflict kwam over een licentie voor een vsbo-school. PS wilde graag dat de christelijke religieuze organisatie New Song een licentie kreeg voor een school in het vsbo, maar Rosalia was hiertegen omdat hij het vervolgonderwijs niet nog verder wilde versplinteren. Hij diende zijn ontslag in en stapte op als minister. Sindsdien was hij actief met een radioprogramma en een volksacademie.
In april 2015 richtte hij een nieuwe politieke partij op, Movementu Kousa Promé, waarvan hij politiek leider werd.